# S mikrofonem za hokejem
S mikrofonem za hokejem je rozhlasový pořad vysílaný od roku 1962, s přerušením mezi roky 2019 a 2021, Československým a poté Českým rozhlasem.

## Historie
Československý rozhlas začal v roce 1962 zařazoval do svého vysílání reportérské vstupy ze zápasů mistrovství světa ve fotbale, které se hrálo v Chile. Následně v rozhlase využili nabytých zkušeností a začali reportéry vysílat na všechny zápasy aktuálního kola nejvyšší soutěže v ledním hokeji. Vysílání skončilo po více než šedesáti letech v roce 2019, neboť z rozhodnutí vedení rozhlasu již nebylo potřebné přenášení průběžných výsledků z jednotlivých stadionů, jelikož si zájemci mohou dané informace najít v online přenosech na internetu nebo v televizním vysílání. Když se zahájením mistrovství světa v ledním hokeji v roce 2021 spustil Český rozhlas stanici Radiožurnál Sport, vrátil na ni pořad S mikrofonem za hokejem.
Obdobně rozhlas vysílal pořad S mikrofonem za fotbalem, který rovněž skončil, byť dříve než pořad zaměřený na lední hokej. Nahradil je souhrnný pořad S mikrofonem za sportem. Na stanici Radiožurnál Sport spuštěné v roce 2021 se ale pořad S mikrofonem za fotbalem do rozhlasového vysílání vrátil.

## Podoba pořadu
Na jednotlivých stadionech, kde se právě hrály zápasy aktuálního kola, byl vyslán reportér, který posluchačům v živých vstupech do vysílání přinášel informace o aktuálním vývoji zápasu, vzájemně si s dalšími reportéry předávali slovo a mohli na sebe i reagovat. Celý pořad vždy řídil režisér a hlasatel a to buď z pražského studia nebo z bratislavského. Režisér vždy musel sledovat čas, aby odhadl blížící se konec zápasu a danému reportérovi umožnil ve vhodnou vstup do vysílání. Někteří diváci si proto brali na stadion malý rozhlasový přijímač, pomocí něhož sledovali průběžné výsledky souběžně hraných zápasů.

### Znělka
Pořad měl svou charakteristickou znělku, kterou údajně vytvořil jakýsi sovětský autor. Po násilném ukončení pražského jara v srpnu 1968 mimo jiné sovětskými vojáky se Stanislav Sigmund rozhodl změnit znělku pořadu s využitím skladby Josefa Kumoka nazvané „Ta naše jedenáctka válí“.

### Reportéři
Ve vysílání pořadu se objevovali sportovní rozhlasoví reportéři, jenž byli často spojeni s popisováním výsledků ze hřiště konkrétního klubu:
- Miroslav Augustin (Sparta Praha)[7]
- Emil Bican[6]
- Kamil Jáša (České Budějovice)[6]
- Tibor Kubát[6]
- Josef Laufer[8]
- Tomáš Lörincz (Hradec Králové)[4]
- Karel Malina[9]
- Metoděj Novák[6]
- Aleš Procházka (Litvínov)[10]
- Ivan Quirenz (Zlín)[6]
- Stanislav Sigmund[6]
- Vladimír Vácha[9]
- Zdeněk Vlk[6]
- Gabo Zelenay[6]